# 방산면
방산면(方山面)은 대한민국 강원특별자치도 양구군의 면이다. 넓이는 206.7km2이고, 인구는 2015년 6월 30일 기준으로 949 세대, 1,637 명이다.

## 개요
본래 고구려의 삼현현(三峴縣) 또는 밀파혜(密波兮)의 지역인데 신라 경덕왕 16년(757)에 삼령현(三嶺縣)으로 고쳐서 양록군(楊麓郡)의 속현이 되고 고려때 방산현(方山縣)으로 고쳐 회양군(淮陽郡)에 딸렸다가 조선 세종 6년(1424)에 다시 방원으로 재차 개칭하여 양구군(楊口郡)속하고 구후현을 없애고 방산면(方山面)이 되어 장평(長坪), 칠전(漆田), 현리(縣里), 금악(金岳), 오미(五味), 천미(天尾), 송현(松峴), 고방산(古方山), 건솔(乾率)의 9개리를 관할하였다.
38선 이북 지역이었으나, 한국 전쟁으로 대한민국이 수복하였다. 이후 군정을 실시하다가 1954년 11월 17일 행정권이 회복되었고, 이때 수입면의 수복지구가 방산면에 편입되었다. 이후 1971년에 송현리의 행정리가 1, 2리로 분리되었다.

## 행정 구역
| 법정리   | 한자명   | 행정리           | 비고            |
| -------- | -------- | ---------------- | --------------- |
| 건솔리   | 乾率里   | -                | 거주 인구 없음  |
| 고방산리 | 古方山里 | -                | 거주 인구 없음  |
| 금악리   | 金岳里   | 금악리           |                 |
| 송현리   | 松峴里   | 송현1리, 송현2리 |                 |
| 오미리   | 五味里   | 오미리           |                 |
| 장평리   | 長坪里   | 장평리           |                 |
| 천미리   | 天尾里   | 천미리           |                 |
| 칠전리   | 漆田里   | -                | 거주 인구 없음  |
| 현리     | 縣里     | 현리             | 면사무소 소재지 |

수입면의 수복지구인 문등리(文登里), 내리, 석사리, 암리 각 일부는 법률에 의해 방산면에 속하나, 지적복구가 되지 않아 법정리로 인정되지 않고 있다.

## 교육
- 방산초등학교 (현리)
  - 오미분교 (폐교) - 방산면 평화로 4818 (오미리)
- 방산중학교 (금악리)